# Cyaniris infrapallida
Cyaniris infrapallida är en fjärilsart som beskrevs av Barend J. Lempke 1955. Cyaniris infrapallida ingår i släktet Cyaniris och familjen juvelvingar. Inga underarter finns listade i Catalogue of Life.